# Siroco (S-72)
Pour les articles homonymes, voir Sirocco (homonymie).
Le Siroco (numéro de coque : S-72) est un sous-marin conventionnel de classe Agosta de la marine espagnole. Son nom est inspiré par l’un des vents des hauts-reliefs qui couronnent la Tour des Vents de l’Agora romaine d’Athènes, construite au premier siècle avant J.-C. par Andronicus de Cyrrus.

## Conception
Partant de la modernisation qui emportait avec elle le deuxième grand carénage des sous-marins de classe Daphné (environ dix ans de vie), la Direction technique des constructions navales française a projeté un nouveau type de sous-marin océanique à propulsion conventionnelle. Le programme naval quinquennal de 1970-1975 comprenait quatre unités qui ont ensuite reçu les noms d’Agosta, Bevéziers, La Praya et Ouessant.
En 1971, une commission a été nommée pour étudier le type de sous-marin qui convenait le mieux à la marine espagnole, car il faut se rappeler qu’à cette époque, la possibilité de la construction d’un sixième Daphné était envisagée. Cette commission s’est immédiatement mise au travail et a analysé les projets disponibles ou plus accessibles à ce moment-là. Le choix s’est réduit à seulement deux modèles, les Agosta français susmentionnés et les sous-marins allemands type 209, dont depuis 1968 un grand nombre d’unités avaient été construites. Sa diffusion dans les différentes marines était très importante. En raison du changement de technologie qu’aurait entraîné le choix du modèle allemand, et de la difficulté qu’aurait posée la mise en œuvre par la force sous-marine espagnole de deux types de sous-marins totalement différents, avec tous les problèmes logistiques et de formation que cela entraînerait, la recommandation de la commission navale a été d’opter pour le modèle Agosta.

## Historique
Le Siroco (S-72) a été commandé, par arrêté ministériel et sur proposition de l’état-major général de la marine, en 1974 à l’usine de l’Empresa Nacional Bazán de Carthagène, avec un autre sous-marin de classe Agosta, le Galerna (S-71). Le Siroco a été lancé le 12 décembre 1982 et livré à la marine espagnole le 7 décembre 1983.
Le jeudi 13 juin 1985, le Siroco était au large de Carthagène pour effectuer des exercices avec des navires de surface. Le seul contact proche était le destroyer Almirante Valdés qui s’éloignait. Lors de la manœuvre de remontée à l’immersion périscopique, de manière inattendue le destroyer a tourné à 180 degrés pour commencer les exercices prévus à 8 h 00. À 8 h 52, un impact a fait trembler tout le sous-marin, qui était alors à l’immersion de 20 mètres. Il a manœuvré d’urgence pour gagner l’immersion de sécurité (50 mètres). Dans le destroyer Almirante Valdés, une légère montée a été ressentie sur le pont du navire, l’équipage vérifiant visuellement à bâbord et à tribord ce qui avait causé ce mouvement. A 8 h 55 la collision est confirmée, l’alarme aux postes de combat sonnant dans tout le destroyer.
Le 2 juin 2010, le S-72 a été cité dans la presse et la radio espagnoles, pour des photos prises d’un navire marchand avec du matériel militaire suspect au large des côtes syriennes. Il s’agissait d’une mission Active Endeavour de l’OTAN au début du mois de mars de la même année.
En mai 2012, les coupes budgétaires du gouvernement dues à la crise économique ont rendu impossible un investissement d’au moins 25 millions d’euros dans un contrat avec le chantier naval Navantia à Carthagène, qui a été reporté de deux ans. C’était la réparation générale, ou carénage, du Siroco.
L’immobilisation définitive de ce sous-marin intervient après une période d’incertitude marquée par le report continu du carénage et des tentatives infructueuses de vente à des pays tiers, comme la Turquie, la Thaïlande ou le Pakistan. Son ordre de désarmement a été signé le 17 avril dans la résolution 600/06964/2012 et a été publié au Journal officiel de la défense du 7 mai 2012, avec une date d’entrée en vigueur au 29 juin de la même année,.
En 2018, le Siroco est toujours amarré aux quais de l’arsenal de Carthagène.
Le Journal officiel de l’État du 24 juillet 2020 a publié la résolution du Conseil délégué des cessions et liquidateur de matériaux de Carthagène, qui annonce la vente aux enchères publiques de l’ex-sous-marin Siroco et du navire El Camino Español.